# Vibrissina turrita
Vibrissina turrita är en tvåvingeart som först beskrevs av Johann Wilhelm Meigen 1824.  Vibrissina turrita ingår i släktet Vibrissina och familjen parasitflugor. Arten är reproducerande i Sverige. Inga underarter finns listade i Catalogue of Life.